# Gamilaraay
Gamilaraay är ett australiskt språk som talades av 3 personer år 1997. Gamilaraay talas i Nya Sydwales. Gamilaraay tillhör de pama-nyunganska språken.